# Гастроэнтерит
Гастроэнтери́т (от др.-греч. γαστήρ, родительный падеж γαστρός — «желудок» и ἔντερον — «кишка»), или катар желудка и кишок — воспалительное заболевание желудка и тонкой кишки. Чаще протекает в острой, реже в хронической форме. При одновременном поражении толстого кишечника диагностируется гастроэнтероколит. Сопровождается гипертермией, рвотой, диареей, внутренними болями и спазмами.

## Причины
Наиболее распространённой причиной гастроэнтерита является инфицирование вирусами (особенно ротавирусом), бактериями — кишечной палочкой (Escherichia coli) и Campylobacter, а также другими возбудителями. Менее распространены случаи заболевания, не связанные с инфекцией. У детей риск заражения повышен в связи с недостаточно развитым иммунитетом и меньшим соблюдением правил гигиены.

### Вирусы
Наиболее распространёнными возбудителями вирусного гастроэнтерита являются ротавирус, норовирус, аденовирус и астровирус. Ротавирус является наиболее частой причиной гастроэнтерита у детей и встречается одинаково часто в развитых и развивающихся странах. 70 % случаев диареи у детей вызваны вирусной инфекцией. У взрослых ротавирус встречается реже благодаря приобретённому иммунитету. 18 % случаев заболевания вызваны норовирусом, он является основным возбудителем гастроэнтерита в Америке, являясь причиной 90 % вспышек заболевания. Локальные эпидемии могут возникать в группах людей, проводящих время в близости в тесном пространстве, например, в круизном корабле, больнице, ресторане. Люди могут оставаться заразными и после выздоровления. 10 % случаев заболевания у детей вызваны норовирусом.

### Бактерии

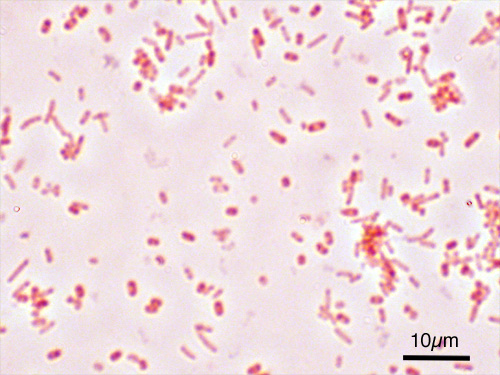
Бактерия Salmonella enterica под микроскопом с тысячекратным увеличением

Основным возбудителем бактериального гастроэнтерита в развитых странах являются кампилобактерии Campylobacter jejuni, половина случаев заражения ими связана с домашними птицами.
У детей бактериальное происхождение имеют около 15 % случаев заболевания, наиболее распространёнными возбудителями являются кишечные палочки, сальмонеллы, шигеллы и кампилобактерии.
В продуктах питания, оставленных на несколько часов при комнатной температуре, имеющиеся немногочисленные бактерии могут размножиться и уже представлять угрозу заболевания. Источниками заражения могут быть сырое или не прожаренное мясо, яйца, морепродукты, свежая зелень, непастеризованное молоко, фруктовые и овощные соки.
В развивающихся странах, особенно в Азии и в Африке в районе Сахары, гастроэнтерит может быть вызван холерой, заражение которой обычно происходит от инфицированной воды и пищи.
Бактерия Clostridium difficile вызывает диарею в основном у пожилых, дети эту бактерию могут переносить безболезненно. Много случаев внутрибольничных инфекций и связанных с употреблением антибиотиков.
Заболевания, вызванные стафилококком золотистым, также могут развиваться на фоне употребления антибиотиков.

### Протисты
Среди протист-возбудителей гастроэнтерита наиболее распространена кишечная лямблия, менее распространены дизентерийная амёба и криптоспоридии. В общей сложности протисты являются возбудителями 10 % случаев заболевания у детей.
Кишечная лямблия более обычна в развивающихся странах, но в некоторой степени встречается повсюду. Наиболее часто ей заражаются лица, много путешествующие в местах её распространения, дети, воспитываемые нянями, гомосексуалисты. Заражения сопровождают стихийные и гуманитарные бедствия.

### Неинфекционные
Существует множество причин воспаления желудочно-кишечного тракта, не связанных с инфекциями. Гастроэнтерит может развиться при применении некоторых медикаментов, например, нестероидных противовоспалительных препаратов, при употреблении пищи, содержащей вещества, к которым организм пациента имеет повышенную чувствительность. Этими веществами могут быть лактоза или, при заболевании целиакией, клейковина. Проявления гастроэнтерита сопутствуют некоторым болезням желудочно-кишечного тракта, например, болезни Крона.
Некоторые продукты питания могут вызывать тошноту, рвоту и диарею, например, при употреблении некоторых видов рыб может случиться сигуатера, бывают случаи отравления несвежей рыбой, случаи отравления тетродотоксином при употреблении иглобрюхих рыб, ботулизм случается при употреблении неправильно хранимой пищи.

## Основные клинические проявления
В типичных случаях гастроэнтерит сопровождается одновременно рвотой и диареей, реже только одним из этих рефлекторных актов. Может сопровождаться также отсутствием аппетита, болями в животе, лихорадкой. В случае вирусного гастроэнтерита возможны также и повышенная утомляемость, головная или мышечная боль, температура не выше 38° С. При бактериальных инфекциях возможно присутствие крови в стуле и сильные боли в животе.
Признаки заболевания обычно становятся заметны через 12-72 ч после инфицирования. Продолжительность болезни может варьировать в зависимости от возбудителя заболевания и других условий, как правило, не превышает одну неделю, но при некоторых бактериальных инфекциях может продолжаться несколько недель.
Период от заражения ротавирусом до полного восстановления у детей обычно составляет от трёх до восьми дней.
Поскольку в развивающихся странах лечение доступно далеко не всем, хронический понос там является обычным явлением, может привести к обезвоживанию организма и, как следствие, к снижению наполнения капилляров, внутриклеточного давления, нарушениям дыхания.

### Осложнения
У 1 % людей после заболевания, вызванного бактериями вида Campylobacter развивается реактивный артрит, у 0,1 % — Синдром Гийена — Барре. Токсин, вырабатываемый бактериями Escherichia coli и Shigella, может вызвать постгемолитический уремический синдром, приводящий к снижению количества тромбоцитов и усиленному разрушению эритроцитов в крови, а также к почечной недостаточности. Дети больше предрасположены к постгемолитическому уремическому синдрому, чем взрослые. Некоторые вирусы могут вызвать детскую эпилепсию.

## Профилактика

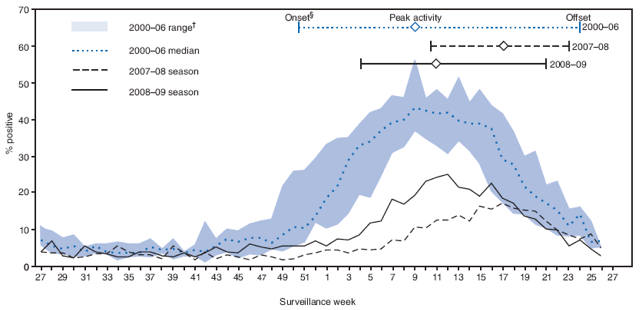
Изменение доли инфицированных ротавирусом людей за год с 1 июля до 1 июля в разные годы (США, 2000—2009)

### Образ жизни
В снижении заболеваемости гастроэнтероколитом важнейшую роль играют наличие легкодоступных источников чистой воды и соблюдение санитарных норм. Соблюдение норм личной гигиены, таких как мытьё рук с мылом, и в развитых, и в развивающихся странах позволяет снизить вероятность заболевания на 30 %, также эффективны гели на основе спирта. Грудное вскармливание намного предпочтительнее искусственного, особенно в местах с плохо развитой санитарной инфраструктурой и неблагоприятным состоянием окружающей среды, оно позволяет снизить как частоту, так и продолжительность заболеваний. Следует избегать употребления недостаточно чистой еды и напитков.

### Вакцинация
К 2009 году две коммерческие вакцины уже были созданы, а несколько находились в разработке. В Африке и в Азии эти прививки существенно снизили тяжесть заболевания среди подростков. Вакцинация снизила заболеваемость также и среди невакцинированной части населения за счёт снижения числа носителей заразы.
Благодаря реализации в США программы иммунизации против ротавируса, способствовавшей устойчивому снижению числа случаев диареи, заболеваемость снизилась на 80 %. Первая партия вакцины была использована для детей 6—15 недель от рождения.
Всемирная организация здравоохранения в 2009 году рекомендовала использование эффективной и безопасной вакцины против ротавируса для всеобщей вакцинации детей.
Найдена вакцина против холеры, которая эффективна на 50—60 % в течение двух лет.

## Лечение
Обычно острая форма болезни не требует специального лечения и проходит без медицинского вмешательства. При лёгком и умеренном обезвоживании организма показано употребление умеренно-сладкой и подсоленой воды во время приёма пищи. Некоторым детям помогают метоклопрамид и/или ондансетрон, при болях в животе успешно используют Butylscopolamine.

### Восстановление водного баланса
Первоочередной задачей при лечении гастроэнтероколита является восстановление водного баланса организма, предупреждение обезвоживания организма. Обычно для этого достаточно выпивать необходимое количество воды, внутривенное вливание может требоваться только при расстройствах сознания и тяжёлом обезвоживании, при этом препараты, содержащие комплексные углеводы, например полученные из риса или пшеницы, предпочтительнее простых сахаров.
Не рекомендуется употреблять напитки с особо высоким содержанием простых сахаров, например, газированные лимонады и фруктовые соки, так как они могут усилить диарею. При отсутствии специальных препаратов может употребляться простая вода.

### Диета
Грудным детям, как вскармливаемым материнским молоком, так и искусственно, рекомендуется продолжать питаться в своём обычном режиме сразу же после окончания лечения обезвоживания. Снижать содержание лактозы в питании обычно нет необходимости. Дети должны продолжать нормально питаться и во время обострения диареи, следует только исключить пищу с высоким содержанием простых сахаров.
Продукты, содержащие некоторые пробиотики, хороши для уменьшения и продолжительности болезни, и частоты стула. При этом они предотвращают диарею, вызваную действием антибиотиков. Здесь пригодны ферментизированные молочные продукты, например йогурт. Препараты, содержащие цинк, используются в развивающихся странах для профилактики и лечения детей.

### Медикаменты

#### Противорвотные средства
Противорвотные средства успешно применяются для лечения рвоты у детей. Ондансетрон даже при однократном приёме не только помогает от рвоты, но и снижает потребность во внутривенной жидкости и госпитализации. Однако, применение ондансетрона может повышать долю возвращённых в больницу детей. Так же возможно применение метоклопрамида.

#### Антибиотики
Антибиотики применяются только иногда в тяжёлых случаях гастроэнтерита, если при этом установлено или подозревается, что причиной заболевания являются чувствительные к данному антибиотику бактерии.
При лечении антибиотиками гастроэнтероколита макролиды, такие как азитромицин, предпочтительнее хинолонов из-за более высоких норм устойчивости к последним. При лечении вызванного употреблением антибиотиков псевдомембранозного энтероколита для подавления его возбудителя используют метронидазол или ванкомицин. Воздействию антибиотиков подвержены бактерии шигеллы, сальмонеллы, а также протисты лямблии. Против лямблий и Entamoeba histolytica наиболее предпочтителен тинидазол, можно использовать и метринидазол. ВОЗ рекомендует использовать антибиотики для лечения детей, если есть симптомы кровавого поноса или лихорадки.

#### Противодиарейные средства
Употребление противодиарейных лекарств теоретически связано с риском побочных эффектов, тем не менее этого практически не наблюдается. Противопоказаны при наличии крови в стуле и повышенной температуре тела.
Наиболее часто применяется для лечения диареи опиоидный препарат лоперамид. Он противопоказан детям, так как может преодолеть не до конца сформировавшийся гемато-энцефалический барьер и вызвать интоксикацию.
При лёгкой и средней форме заболевания можно использовать висмута субсалицилат или Ацетилсалициловую кислоту (Аспирин). Аспирин следует применять с осторожностью в связи с возможностью интоксикации.
Показаны энтеросорбенты.

## Гастроэнтерит у животных
У животных гастроэнтерит наблюдается в форме катарального, крупозного, дифтеритического, геморрагического и флегмонозного воспаления. Вызывается испорченными кормами, раздражающими химическими и растительными ядами; вторично при инфекционных болезнях (сибирская язва, пастереллёз, паратиф, чума, рожа свиней и др.). Гастроэнтерит проявляется сильным угнетением, слабостью, выделением жидкого кала с неприятным запахом, слизью, плёнками фибрина, кровью; возможны повышение температуры, колики. При лечении применяют промывание желудка; внутрь — слабительные, вяжущие, дезинфицирующие и бактериостатические препараты, слизистые отвары, сердечные средства, энтеросорбенты. Профилактика направлена на соблюдение зоогигиенических требований в кормлении животных.